# Thetidia caeruleo-viridis
Thetidia caeruleo-viridis là một loài bướm đêm trong họ Geometridae.